# Hurlach
Hurlach är en kommun och ort i Landkreis Landsberg am Lech i Regierungsbezirk Oberbayern i förbundslandet Bayern i Tyskland.
Kommunen ingår i kommunalförbundet Igling tillsammans med kommunerna Igling och Obermeitingen.